# Hillary Wolf
Hillary Wolf (ur. 7 lutego 1977 w Chicago) – amerykańska aktorka filmowa i telewizyjna, potem judoczka, olimpijka z Atlanty w 1996 i Sydney w 2000 roku.

## Kariera aktorska
Hillary Wolf debiut na ekranie zaliczyła w 1984 roku w serialu pt. A Matter of Principle. Potem grała w filmach i serialach pt. Uświęcone morderstwo (1987 – reż. Mike Robe), Tylko Manhattan.
Jednak popularność zyskała dzięki filmom Chrisa Columbusa w filmach pt. Kevin sam w domu i Kevin sam w Nowym Jorku, gdzie kreowała postać Megan McCallister, starszej siostry Kevina. Potem zakończyła aktywność aktorską.

## Kariera sportowa
Hillary Wolf jeszcze w trakcie kariery aktorskiej uprawiała judo. Posiada czarny pas. W 1991 roku zdobyła pierwsze z czterech mistrzostw Stanów Zjednoczonych seniorów. Następnie w 1994 roku została mistrzynią świata juniorów.
Dwukrotna olimpijka. Zajęła dziewiąte miejsce w Atlancie 1996 i trzynaste w Sydney 2000. Walczyła w wadze eksta i półlekkiej.
Piąta na mistrzostwach świata w 1995; uczestniczka zawodów w 1997. Startowała w Pucharze Świata w latach 1993 i 1995–2000. Zdobyła cztery medale na mistrzostwach panamerykańskich w latach 1994–1999 roku.

## Letnie Igrzyska Olimpijskie 1996
| Konkurencja | Rundy eliminacyjne  | Rundy eliminacyjne     | Repasaże               | Klas. końcowa |
| Konkurencja | 1/16                | 1/4                    | Przeciwnik I           | Miejsce       |
| ----------- | ------------------- | ---------------------- | ---------------------- | ------------- |
| 48 kg       | Yu Shu-chen (TPE) Z | Amarilis Savón (CUB) P | Salima Souakri (ALG) P | 9.            |

## Letnie Igrzyska Olimpijskie 2000
| Konkurencja | Rundy eliminacyjne  | Repasaże                    | Klas. końcowa |
| Konkurencja | 1/32                | Przeciwnik I                | Miejsce       |
| ----------- | ------------------- | --------------------------- | ------------- |
| 52 kg       | Kye Sun-hui (PRK) P | Deborah Gravenstijn (NED) P | 13.           |

## Filmografia

### Filmy
- 1985: First Steps jako Missy (7 lat)
- 1987: Uświęcone morderstwo jako Holly Anderson
- 1990: Kevin sam w domu jako Megan McCallister, siostra Kevina
- 1990: Czekając na światło jako Emily
- 1992: Big Girls Don’t Cry... They Get Even jako Laura Chartoff
- 1992: Kevin sam w Nowym Jorku jako Megan McCallister, siostra Kevina

### Seriale
- 1984: A Matter of Principle
- 1986: Sunday Drive
- 1986: Dzieci potrzebne od zaraz jako Mickey
- 1987: Tylko Manhattan jako Młoda Angelica Cipriani